# Martina Zubčić
Martina Zubčić (Zagreb, 3 de junho de 1989) é uma taekwondista croata.
Martina Zubčić competiu nos Jogos Olímpicos de 2008, na qual conquistou a medalha de bronze.